# سوف‌های مرواریدی
سوف‌های مرواریدی (نام علمی: Glaucosoma) نام یک سرده از بالاخانواده سوف‌ماهی‌واران است.